# Lucien Reymond
Pour les articles homonymes, voir Reymond.
Lucien-Adolphe Reymond, dit Lucien, est un historien et publiciste suisse né en 1828 et mort à Lausanne le 9 juin 1901.

## Biographie
Cette personnalité aux multiples facettes – garde-forestier en chef de la Vallée de Joux qui s'est particulièrement attaché à la défense de la grande forêt du Risoux – était aussi homme politique soit député représentant le cercle du Chenit à La Vallée de Joux (élu en 1893) au Grand Conseil, historien, écrivain, polémiste et brasseur. Il a joué un rôle culturel indéniable dans sa région et a publié de nombreux écrits historiques et littéraires en rapport avec ce secteur géographique du canton de Vaud. Un certain nombre de ses œuvres ont été rééditées par les éditions Le Pèlerin. Il meurt à Lausanne à l'âge de 73 ans.

## Œuvres
- Notice sur la Vallée du lac de Joux : lue à la réunion de la Société vaudoise d'utilité publique au Sentier, le 30 juillet 1863, Lausanne : G. Bridel, 1864 (réédition Les Charbonnières : Le Pélerin, 1995).
- Les colons de la vallée de Joux, Lausanne : G. Bridel, 1866.
- La Vallée de Joux, son présent, son avenir (1878), Les Charbonnières : Le Pélerin, 1976.
- Rapport sur l'état des entonnoirs des lacs de la Vallée de Joux, 1879 suivi d'un rapport supplémentaire sur la navigation possible sur le lac de Joux, Les Charbonnières : Ed. Le pèlerin, 1981.
- Les mineurs de la Dent de Vaulion, 1881 (réédition bibliothèque numérique romande)
- Les contrebandiers du Risoux, Lausanne : F. Payot ; Paris : Libr. de la suisse française P. Monnerat, 1888.
- Un épisode judiciaire ou la Brasserie du Solliat, Thonon : Impr. de la Société anonyme de l'Union chablaisienne, 1888.
- Un procès de presse, Thonon : Impr. de la Société anonyme de l'Union chablaisienne, 1889.
- Dictionnaire du patois de la Vallée de Joux tel qu'il se parlait encore à la fin du XIXe siècle (vers 1890), [Les Charbonnières] : Editions Le Pèlerin, 2013.
- Quelques mots sur le projet de chemin de fer Le Pont-Sentier-Brassus (1892), Les Charbonnières : Le Pélerin, 1976.
- Du bocherage, suivi de Encore quelques mots sur la question des droits d'usage au Risoud (1899), [Les Charbonnières] : Ed. Le pèlerin, 1978.
- Une course dans le Jura au XVIIIe siècle (1899), Les Charbonnières : Ed. Le Pèlerin, 1985.